# Sławko Janewski
Sławko Janewski (lub Slavko Janevski, cyryl. Славко Јаневски; ur. 11 stycznia 1920 w Skopju, zm. 20 stycznia 2000 tamże) – macedoński pisarz, poeta, scenarzysta filmowy i eseista.
Ukończył szkołę podstawową i technikum w Skopju. Podczas II wojny światowej przebywał w Belgradzie. Do Skopje wrócił w 1945 r., podejmując pracę w pierwszym macedońskim piśmie dla dzieci Pionier. Pracował także w redakcjach czasopism Titowcze, Now den i Sowremenost, Horizont i Osten.
Janewski był autorem wszechstronnym, podejmującym zróżnicowaną tematykę i uprawiającym rozmaite gatunki literackie. Pisał poezje, opowiadania, powieści, scenariusze filmowe, zapiski z podróży itp. Jest również autorem książek dla dzieci.
Opublikowany w 1952 r. utwór Seloto zad sedumte jaseni (Wieś za siedmioma jesionami) była pierwszą powieścią macedońską. Wśród utworów znajdują się m.in. Pesni (1950), Twrdogławi (1970), czy Pupi paf (1991).
Sławko Janewski jest laureatem wielu nagród literackich i państwowych Jugosławii. W 1947 r. wraz z pisarzami Błaże Koneskim, Aco Szopowem, Włado Małeskim oraz Kole Czaszule Janewski był współzałożycielem Związku Pisarzy Macedonii, a następnie pełnił funkcję jego przewodniczącego.
Powieść Twrdogławi (1971) ukazała się w przekładzie język polski pt. Zawzięci, w tłumaczeniu Haliny Kality, Warszawa 1981.